# Matúš Kozáčik
Matúš Kozáčik (* 27. Dezember 1983 in Dolný Kubín, Tschechoslowakei, heute Slowakei) ist ein ehemaliger slowakischer Fußballspieler und heutiger -trainer. Der Torwart spielte von 2012 bis 2019 bei Viktoria Pilsen, wo er seit dem Ende seiner aktiven Karriere als Torwarttrainer zum Betreuerstab gehört.

## Vereinskarriere
Kozáčik begann mit dem Fußballspielen beim MFK Dolný Kubin. 1998 wechselte der Torwart zum 1. FC Košice, wo er 2000 in den Profikader aufgenommen wurde. Zwei Jahre später ging Kozáčik in die tschechische Liga zu Slavia Prag, wo er zunächst Ersatz für Radek Černý war. Nach dessen Abgang Anfang 2005 war Kozáčik die neue Nummer eins im Tor, musste aber in der Rückrunde 2006/07 Michal Vorel Platz machen. Ende Juli 2007 wechselte er zum Stadtrivalen Sparta Prag, wo er zunächst hinter Tomáš Poštulka und später hinter Jaromír Blažek die Nummer zwei war. Im Juni 2010 wechselte der Slowake zu Anorthosis Famagusta.

## Nationalmannschaft
Kozáčik absolvierte bisher ein Spiel für die slowakische Nationalmannschaft. Am 10. Dezember 2006 spielte er im Freundschaftsspiel gegen die Vereinigten Arabischen Emirate (1:2) in der ersten Halbzeit.
Bei der Fußball-Europameisterschaft 2016 in Frankreich wurde er in das Aufgebot der Slowakei aufgenommen. Er war der Stammtorhüter und stand in allen vier Partien bis zum Ausscheiden im Achtelfinale zwischen den Pfosten.

## Erfolge
- Tschechischer Meister: 
  - 2010 mit Sparta Prag
  - 2013, 2015, 2016 und 2018 mit Viktoria Pilsen
- Tschechischer Pokalsieger: 
  - 2008 mit Sparta Prag